# كونيولي
كونيولي (بالإيطالية: Cugnoli)‏ هي بلدية في مقاطعة بسكارا في إقليم أبروتسو الإيطالي.

## السكان
في سنة 1861 بلغ عدد السكان 1٬772 نسمة، وتطور العدد ليصل في سنة 2018 لـ 1٬440 نسمة.
يظهر هذا المخطط البياني تطور النمو السكاني لـ كونيولي

## أعلام
- جياكومو ماريني